# Plios
Plios - Плёс (rus) - és una ciutat de l'óblast d'Ivànovo, a Rússia.

## Història
La primera menció a Plios es remunta al segle xii, quan fou fundada pels mongols i tàtars el 1237. Basili I hi feu construir una fortalesa el 1410 per protegir els voltants de Moscou i de Kostromà contra les invasions mongoles i tàtares. A finals del segle xix Plios fou anomenada la «Suïssa russa» per la bellesa dels seus paratges, i esdevingué un gran centre de repòs i de vacances. Finalment rebé l'estatus de ciutat el 1925.